# 大通寺 (瑞浪市)
大通寺（だいつうじ）は、岐阜県瑞浪市土岐町益見にある臨済宗妙心寺派の聖澤門派の寺院。山号は天眼山。

## 歴史
大通寺書上によれば「古くより猿子村内に大通寺と申す寺屋敷あり」とあり、
「よって慶安元年小庵を建立して寺地となり住持もすでに三代」と記されており、
永禄12年(1569年)の過去帳が残っているので、前々身の小庵が存在したことがわかる。
承応2年（1653年）、加茂郡八百津町にある大仙寺第八世の愚堂東寔(大圓寶鑑國師)の法弟であった堅室祖益が開山し、大仙寺の末寺となり聖澤門派の寺院となった。
創建当時は猿子砦の一角にあったが、江戸時代末期に10年の歳月を要して現在地に移転したと伝えられている。

## 境内

### 釈迦三尊杉
本堂裏には、樹齢170数年と見られる杉の大木が3本あり、釈迦三尊杉と呼ばれている。
中央は釈迦如来、左は文殊菩薩、右は普賢菩薩と言われ現在も年輪を重ねている。

### 題目碑（地蔵尊号）
享和2年(1802年)建立された自然石・南無地蔵菩薩の碑である。

### 納経塔
弘化4年(1847年)に建立された納経塔(経塚)で角柱の塔である。
「経塚 弘化四丁未七月 水野氏」とだけ刻まれており、経塚の銘文から納経塔というよりも埋経塔と考えられる。

### 三界萬霊塔
寛政4年(1792年)に建立された角柱塔である。
瑞浪市内では寛政年間に大通寺、土岐町の正源寺、釜戸町の寶珠寺に相次いで三界萬霊塔が造立されている。

## 込土山　観音堂
込土山　観音堂は、瑞浪市上平町3-14 にあり、集会所を兼ねた建物となっている。本尊は十一面観世音菩薩で、大通寺に所属している。
元禄8年（1695年）、土岐郡三十三所巡礼の八番札所に選ばれており、美濃瑞浪三十三霊場十一番でもある。
観音堂は現在、上平集会所に改築されているが、建物の右手に回ると灯篭や石仏が祀られている。
元禄2年（1689年）の地蔵尊や、元禄13年（1700年）のキリシタン灯篭、享保7年（1722年）の聖号碑らの古い石仏石碑をはじめ、寛政6年（1794年）、文化9年（1821年）の如意輪観音他がある。
その西の辻には文化12年（1824年）の秋葉辻灯篭と、「右おかざき 左やま道」の道標があって、この道が挙母（豊田市）・池鯉鮒（知立市）・岡崎らの旧三河街道沿いであったことを伝えている。
観音堂は、「うき世とぞ　思い捨てや　みず聞かず　いわで猿子の小御堂のうち」と御詠歌で詠まれるほど、
元禄から寛政年間にかけては格別に小御堂 山観音（小御堂＝込土）として信仰を受けていたようである。
古老の話によると敷地は1500坪以上あったといい、これの石仏等が往時の様子を偲ばせている。

### 織部灯籠
この灯籠には、元禄13年(1700年)の彫がある。
奇抜な形状から江戸時代初期の茶人古田織部好みの灯籠という事で織部灯籠と称されている。
またキリシタン灯籠とも呼ばれ、石竿には十字架模様や聖人のようにも見える像が刻まれている珍しい灯籠である。
この灯籠の火袋が欠けているのは、その昔、子供が遊びで火袋に頭を入れ抜けなくなり、困った末に火袋を少し削つて頭を抜いたという逸話があり、その名残であると伝わっている。　

### 地蔵菩薩
元禄2年（1689年）建立。釈迦の死後、衆生を教化する菩薩である。

### 聖号碑
享保12年(1727年）建立。六字名号碑で「南無阿弥陀仏」と書かれている。これを「仏」としたり、仏の供養塔としたものである。

### 名号碑
享保7年（1722年）建立。観音供養塔で「南無大慈（悲）観音菩薩」と書かれている。「大悲」とは十一面観音のことである。

### 如意輪観音菩薩
寛政6年(1794年）・文化9年(1812年）建立。

### 子安地蔵菩薩
明治42年(1909年）建立。

### 子安観音菩薩
明治44年(1911年）建立。

### 天神石像
昭和4年(1929年）建立。

### 水鉢
文化6年(1923年）建立。

## 関連リンク
- 天眼山　大通寺　瑞浪市観光協会
- 込土山　観音堂　瑞浪市観光協会